# Spikul
En spikul är inom solfysiken en dynamisk jetström med en diameter på omkring 500 km på solen. Den rör sig uppåt med en hastighet på omkring 20 km/s från fotosfären. Spikulerna upptäcktes 1877 av Angelo Secchi vid Vatikanobservatoriet i Rom. I Kromosfären är spikuler det klart vanligaste fenomenet.

## Beskrivning
Spikuler har en livslängd på omkring 5–10 minuter. Vid horisonten på solen ser de utdragna ut (när de ses på solskivan kallas de fibriler). De är vanligen associerade med regioner av högt magnetiskt flöde och spikulernas massaflöde är omkring 100 gånger högre än det hos solvinden.

## Förekomst
Vid varje given tid existerar det omkring 100 000 aktiva spikuler på Solen, en enskild spikul når vanligen omkring 3 000–10 000 km ovanför fotosfären.

## Orsaker
Bart De Pontieu, Robert Erdélyi och Stewart James föreslog år 2004 att spikuler bildades som ett resultat av särskilda oscillationer (eng. p-mode oscillations) på solens yta, ljudvågor med en period av omkring fem minuter som får solens yta att stiga och sjunka med en hastighet på flera hundra meter per sekund (se helioseismologi). Magnetiska flödestuber som tippat bort från en vertikal position kan fokusera och rikta materia upp till solatmosfären för att bilda en spikul. Fortfarande är dock detta en omdebatterad hypotes bland solfysikerna.

## Källhänvisningar
1. ↑    - De Pontieu, B., Erdélyi, R. and James, S: Solar chromospheric spicules from the leakage of photospheric oscillations and flows In: Nature. 430/2004, p. 536–539,  ISSN 0028-0836

- Baird, Laura (2004). ”Solar spicules explained”. astronomy.com. http://www.astronomy.com/asy/default.aspx?c=a&id=2340. Läst 18 oktober 2008.
- Britt, Robert Roy (2004). ”Sun Spikes: Solar Quakes Fuel Hot Tendrils”. space.com. http://www.space.com/scienceastronomy/star_quakes_40728.html. Läst 18 oktober 2008.